# 草酸铍
草酸铍是一种无机化合物，化学式为BeC
2O
4，是铍的草酸盐。它是无色晶体，可溶于水，可以形成水合物晶体。它经热分解可以用来制备高纯度的氧化铍。

## 制备
草酸铍可由草酸和氢氧化铍反应得到：
{\displaystyle {\mathsf {Be(OH)_{2}+H_{2}C_{2}O_{4}\ {\xrightarrow {}}\ BeC_{2}O_{4}+2H_{2}O}}}

## 性质
草酸铍的水合物加热失水：
{\displaystyle {\mathsf {BeC_{2}O_{4}\cdot 3H_{2}O\ {\xrightarrow[{-2H_{2}O}]{100^{o}C}}\ BeC_{2}O_{4}\cdot H_{2}O\ {\xrightarrow[{-H_{2}O}]{220^{o}C}}\ BeC_{2}O_{4}}}}
需要指出的是，三水合物在50 °C便可缓慢失水，生成一水合物。

## 延伸阅读
- Sidgwick, Nevil V.; Lewis, Neil B. . J. Chem. Soc. 1926, 129 (0): 1287–1302. ISSN 0368-1769. doi:10.1039/JR9262901287.